# Лабуан
Лабуан е една от трите федерални територии на Малайзия. Населението ѝ е 95 100 души (2020), а има площ от 91,6 кв. км. Получава статут на федерална територия на 16 април 1984 г. Намира се в часова зона UTC+8. Разделена е на 19 административни района. Федералната територия се състои от един по-голям остров от 75 кв. км и шест други по-малки острова. В Лабуан живеят 10 800 китайци и 18 600 чужденци.